# Màlaga-Costa del Sol
Málaga - Costa del Sol és una comarca definida per la Diputació de Málaga, que comprèn, únicament, el municipi de Màlaga i el seu terme municipal. Aquesta comarca definida per la diputació no ha de confondre's amb l'àrea metropolitana de Màlaga, definida posteriorment per la Junta d'Andalusia a través del Decret 213/2006 de 5 de desembre, i que comprèn un límit geogràfic més gran

## Segons la Junta d'Andalusia
La Comarca de l'Área Metropolitana de Málaga, segons el reial decret de la junta d'Andalusia de l'ordre del BOJA del 14 de març de 2003, comprèn els municipis:
- Almogía
- Casabermeja
- Málaga